# Chancelier de la principauté de Liège
Le chancelier de la principauté de Liège préside le conseil privé du prince-évêque de Liège et est choisi parmi les membres du chapitre de Saint-Lambert.

## Origines
À la fin du XIVe siècle, un cancellarius est nommé à la tête du conseil privé, sur le modèle du Saint-Empire romain, de la France et de la Bourgogne. Déjà aux XIe et XIIe siècles, les évêques de Liège s'entouraient parfois de chanceliers, mais leurs fonctions étaient essentiellement plus modestes. Avant le XVe siècle, on connaît quelques chanceliers liégeois de nom : Gilain de Sart (avant 1429), Jean de Seraing (jusqu'en 1444), Emeric Groy (mentionné en 1444 et 1447), Herman d'Eldris ou d'Elderen (1465 et 1477) et Eustache Nyvar (jusqu'en 1494). La liste complète des chanceliers est compliquée à dresser en raison de la rareté des archives causée par la destruction de Liège en 1468.

## Liste
Liste des chanceliers avec la période pendant laquelle ils ont servi :
- 1495-1505: Jean Arnulphi de Castilione.
- 1506-1515: Lambert d'Oupeye
- 1515-1517: Jérôme Aléandre (chancelier ou vice-chancelier en même temps que Jean Ferret)
- 1517-1530: Léon d'Oultre, ou Outers
- 1530-1538: Gérard Militis, ou Chevalier
- 1538-1548: Louis de Cortenbach
- 1548-1557: Guillaume de Poitiers
- 1557-1582: Jean Witten
- 1582-1588: Nicolas de Woestenraedt
- 1588-1603: Jacques de Carondelet
- 1604-1612: Arnold de Wachtendonck
- 1613-1646: Christophe de Blocquerie
- 1646-1652: Paul de Groesbeeck
- 1652-1666: Pierre de Rosen
- 1667-1678: Lambert de Liverloo
- 1679-1696: Antoine-Jérôme d'Oyembrugge de Duras
- 1696-1715: Jean-Pierre de Rosen
- 1715-1715: Maximilien-Henri de Poitiers
- 1715-1722: Jean-Pierre de Rosen
- 1722-1723: Bertrand-Martin de La Naye
- 1724-1730: Adrien-François de Berlaymont de La Chapelle
- 1730-1743: Philippe-Alexandre-Théodore de Rougrave
- 1744-1763: Charles-Ernest de Breidbach de Bürresheim
- 1764-1771: César-Constantin-François de Hoensbroeck
- 1772-1784: Conrad-Philippe-Balthazar van der Heyden a Blisia
- 1784-1793: Jean-Pierre-Louis de Sluse de Beurs
- 1793-1795: César-Constantin-Marie de Méan de Beaurieux